# Андрес Аллан
Андрес Аллан Еллманн (ест. Andres Allan Ellmann; 24 вересня 1965 — 22 липня 1988) — естонський поет-містицист часів Перебудови, брат митця Рауля Курвіца і батько поетеси Йоанни Еллманн.

## Біографія
Аллан належав до першої хвилі панків у Естонії. Брав участь у протестах пов'язаних із забороною естонського рок-гурту «Пропелер» (1980), а також проти курсу на русифікацію країни, через що був під спостереженням КДБ. Пізніше став хіпі і по завершенню школи поступив у Інститут богослов'я Естонської євангелічно-лютеранської церкви. Був помічником у таллінському Домському соборі. Багато подорожував по країні, особливо вечірніми електричками, пишучи під враженням від присмеркових пейзажів свої вірші.
1988 року Андрес Аллан Еллманн розбився, впавши з балкону. Щодо обставин смерті поета існують різні припущення: дехто вважає, що це вбивство, здійснене КДБ; інші вважають, що це ритуально-релігійне самогубство або самогубство через важку хворобу.
За життя поета були опубліковані лише окремі вірші. Першу збірку — посмертну — було видано в 1992 році.

## Публікації
- Збірка «Жертовне» (ест. Urjamised, 1992);
- Збірка «Нічна верстка» (ест. Öötrükid, 2009).